# ده فرمان (قسمت پنجم)
ده فرمان (اپیزود پنجم) پنجمین قسمت از مجموعه ده قسمتی ده فرمان ساخته کریشتوف کیشلوفسکی است. بیانیه ای بسیار اثرگذار و تکان دهنده علیه خشونت. 
این مجموعه بین سال‌های ۱۹۸۸ تا ۱۹۸۹ میلادی ساخته شد، کریشتوف کیشلوفسکی به همراه کشیشتف پیسیویچ فیلمنامه این مجموعه را به نگارش درآوردند.
این فیلم همراه با قسمت ششم فیلم ده فرمان در بخش کلاسیک جشنواره فیلم کن ۲۰۱۶ به نمایش درآمد.

## خلاصه داستان
قتل مکن

فیلمی کوتاه دربارهٔ کشتن

این اپیزود از داستان، بعدها به صورت فیلمی مجزا با نام فیلمی کوتاه درباره کشتن به نمایش درآمد. ماجرا، حکایت یک‌روز از زندگی مردی‌ست که فشارهای زندگی و حقایق تلخی که با آن‌ها روبروست، سبب انجام قتل‌هایی می‌گردد… این قتل‌ها از پیچیدگی خاصی برخوردار نیستند و در حقیقت نیاز به رمزگشایی برای یافتن قاتل وجود ندارد، زیرا داستان از زاویهٔ دید جوانک قاتل (یاتسک) بیان شده و این بار با تلخی زندگی مردی روبرو هستیم که جبر زمانه او را بدین راه انداخته‌است.